# Epigelasma herbuloti
Epigelasma herbuloti là một loài bướm đêm trong họ Geometridae.